# Бейненсон, Аркадий Владимирович
Арка́дий Влади́мирович Бейненсо́н (30 июля 1975, Москва — 12 июля 2020, Москва) — российский журналист, ведущий (до 2012 года) программы «Сетевой дозор», координатор (до апреля 2014 года) проекта «Окно в Россию».

## Биография
Родился 30 июля 1975 года в Москве. В 1997 году окончил социологический факультет Московского государственного педагогического университета по специальности «социолог-политолог». С 1998 года c перерывами работал литературным сотрудником журнала «Знание — сила». В 2006 году пришёл в интернет-редакцию радиостанции «Голос России» на должность редактора. Ведущий программы «Сетевой дозор» на радио «Голос России» (с 2006 по 2012 гг.). С 2008 года начальник отдела аналитики и комментариев главной редакции интернет-вещания и мультимедийных программ «Голоса России», с 2011 года — шеф-редактор редакции интернет-вещания этой радиостанции, с апреля 2013 года — руководитель отдела радиокомпании по работе с российскими соотечественниками за рубежом, с декабря 2016 года — глава пресс-службы ГКУ «Московский Дом соотечественника».
Умер 12 июля 2020 года от последствий тяжелой болезни.
Был женат, имел дочь.

## Деятельность
В ходе своей работы на «Голосе России» провёл многочисленные интервью с представителями топ-менеджмента как российского, так и зарубежного Интернета. Среди проинтервьюированных — глава Google Россия Владимир Долгов, директор по маркетингу Яндекса Андрей Себрант, владелец LiveInternet Герман Клименко, исполнительный директор фонда «Викимедиа РУ» Станислав Козловский, менеджер по связям с общественностью Google Europe Билл Эчиксон и другие.
Один из создателей (вместе с Ярославом Огневым и Василием Амирджановым) интернет-проекта «Окно в Россию», посвящённого соотечественникам, оказавшимся за рубежом. В рамках проекта на сайте «Голоса России» публикуются истории соотечественников, интервью с главами русскоязычных зарубежных СМИ, материалы, посвящённые русским общинам за пределами России и русскому языку.
Публиковал статьи в российской федеральной интернет-газете «Соль» вплоть до её закрытия.
Был ведущим программы «Мир — наш» на канале «MediaMetrics».